# Carole Montillet
Carole Montillet-Carles, née le 7 avril 1973 à Grenoble, est une skieuse alpine française, championne olympique de descente en 2002. Elle est la première skieuse française championne olympique depuis Marielle Goitschel en 1968. Médaillée de bronze lors de la compétition par équipes des mondiaux 2005 de Bormio, elle remporte la Coupe du monde de super-G en 2003, puis termine deuxième en 2004, saison où elle est aussi troisième du classement de la descente, et obtient la troisième place de la coupe du monde de Super G 2001. C'est lors de cette saison qu'elle remporte la première de ses huit victoires en coupe du monde, quatre en descente et quatre en Super G.
Elle est également pilote de rallye-raid depuis son retrait des pistes, remportant à plusieurs reprises le Rallye Aïcha des Gazelles et participant à plusieurs éditions du Paris Dakar. Elle occupe également un rôle de consultante au sein des équipes de France Télévision, commentant les épreuves des Jeux olympiques et des championnats du monde.

## Biographie

### Carrière en ski alpin
Native de Grenoble, Carole Montillet et sa sœur Christèle grandissent dans le Vercors. Leur père les inscrit à l'école de ski de Villard-de-Lans où Carole remporte sa première course à l'âge de huit ans avant d'obtenir son premier titre de championne de France de slalom à l'âge de onze ans.
Après son entrée en équipe de France, elle prend son premier départ en coupe du monde lors de la saison 1991-1992, en décembre à Santa Caterina en Italie lors d'un Super G, course où elle termine 30e. En janvier, elle termine 22e lors de sa première descente, à Schruns en Autriche. Lors des compétitions de ski des Jeux olympiques de 1992 d' Albertville, elle se voit confier un rôle d'ouvreuse. Elle dispute une troisième course lors de cette saison en obtenant la 26e place du Super G de Vail dans le Colorado.
C'est dans cette même station qu'elle commence la saison suivante, en décembre, disputant la descente puis le Super G, puis deux courses à Lake Louise au Canada. Après le retour en Europe, elle obtient une première place dans un Top 15 avec une quatorzième place lors d'une descente à Veysonnaz en Suisse. Elle participe aux Championnats du monde de Morioka au Japon. Elle termine huitième de la descente, remportée par la Canadienne Kate Pace. C'est finalement à Kvitfjell en Norvège qu'elle obtient son meilleur résultat, une troisième place. Pour son premier podium, elle est devancée par Kate Pace et l'Américaine Picabo Street.
Septième lors de sa première course de la saison 1993-1994, une descente à Tignes, son meilleur résultat sur le reste de la saison est une onzième place lors du Super G de la Sierra Nevada en Espagne.
Son meilleur résultat du début de saison 1994-1995 est une 23e place d'une descente à Lake Louise. Revenue en Europe, elle dispute des courses FIS et de coupe d'Europe. Elle retrouve le circuit de la coupe du monde début janvier mais ses résultats ne sont toujours pas satisfaisant avec comme meilleur résultat une 24e place à Cortina d'Ampezzo. Elle alterne ensuite les courses de coupe d'Europe et de coupe du monde, obtenant deux quatorzièmes places sur ce circuit, lors des descentes de Lenzerheide et Bormio.
Lors du début de saison suivante, elle obtient une huitième place à Lake Louise, puis termine quatrième lors du Super G de Val-d'Isère remporté par Alexandra Meissnitzer. Début janvier, elle dispute des courses FIS puis retourne en coupe du monde, obtenant une dixième place au Super G de Garmisch-Partenkirchen et une cinquième place de la descente de Val d'Isère. Lors des championnats de monde de Sierra Nevada, initialement prévus en 1995 mais reportés par manque de neige, elle termine onzième du Super G, puis vingtième de la descente. Lors des courses de fin de saison, ses meilleurs résultats sont deux quatorzièmes places en descente. Elle obtient un titre de championne de France de descente.
Pour sa première course en coupe du monde 1997, elle obtient son meilleur résultat en carrière avec une deuxième place de la descente de Lake Louise, derrière l'Allemande Katja Seizinger. Elle enchaine par une troisième place du Super G de Vail, remporté par la Russe Svetlana Gladishiva. En décembre, elle termine septième à Val d'Isère. Après une victoire en course FIS à Megève, son meilleur résultat lors des courses précédant les championnats de monde de Sestrières. Elle termine quatrième du Super G remporté par l'Italienne Isolde Kostner. Quatre jours plus tard, elle termine septième de la descente remportée par l'Américaine Hilary Lindh. Après les mondiaux, elle termine troisième de la descente de Happo One au Japon remportée par Varvara Zelenskaïa puis une sixième place lors de la deuxième descente sur ce site, également remportée par la Russe.
C'est par une treizième place lors d'un slalom parallèle à Tignes qu'elle commence la saison de coupe du monde. Lors de la campagne nord-américaine, son meilleur résultat est une dixième place lors de la descente de Lake Louise. Lors du retour en Europe, elle termine sixième, ses compatriotes Mélanie Suchet et Régine Cavagnoud terminant respectivement quatrième et cinquième, d'une descente à Val d'Isère disputée en deux manches en raison de fortes rafales de vent. Son meilleur résultat au cours du mois de janvier est une onzième place lors du Super G à Cortina d'Ampezzo. Lors des Jeux olympiques de Nagano, elle termine quatorzième du Super G, emporté par l'Américaine  Picabo Street. Lors de la descente remportée par l'Allemande Katja Seizinger, elle termine également quatorzième, sa compatriote Florence Masnada terminant troisième. Après les jeux, elle obtient un titre de championne de France de Super G à Serre Chevalier.
Elle fait ses débuts en coupe du monde 1998-1999 à Lake Louise où elle termine huitième du Super après des places de 18e et 17e lors des descentes. Elle ne termine pas les deux courses disputées à Val d'Isère. Après des courses à Veysonnax et maribor, elle renoue avec une place dans le Top 10, dixième du Super G et cinquième place de la descente de Sankt Anton en Autriche, deux courses disputées le même jour et remportées toutes deux par la Suissesse Corinne Rey-Bellet. Lors des courses de Cortina d'Ampezzo, elle obtient une dixième place d'un Super G. Les mondiaux se déroulent à Vail. Les épreuves de vitesses sont dominées par les Autrichiennes, qui terminent aux trois premières places du Slalom, Alexandra Meissnitzer devançant Renate Götschl et Michaela Dorfmeister, Carole Montillet terminant quinzième. Les Autrichiennes remportent également les trois médailles de la descente, Renate Götschl l'emportant devant Dorfmeister et Stéphanie Schuster, Montillet terminant 22e et troisième Française derrière Mélanie Suchet septième et Florence Masnada onzième. Après les mondiaux, elle obtient deux nouveaux Top 10, neuvième des descentes à Åre en Suède et de Saint-Moritz. Elle remporte ensuite les titres de championne de France de descente et Super G à La Clusaz.
Carole Montillet reprend la compétition lors de saison suivante en janvier lors des compétitions de coupe d'Europe à Tignes. Elle renoue avec la coupe du monde lors de la descente d'Altenmarkt où elle termine quinzième. Une semaine plus, lors de la descente de Cortina d'Ampezzo, elle termine cinquième d'une course remportée par Régine Cavagnoud. À Santa Caterina, elle termine quatorzième de la descente puis treizième du Super G. Elle ne parvient plus à entrer dans le Top 15 lors de ses courses suivantes, obtenant son meilleur résultat à Bormio avec une seizième place lors de la descente. Elle termine en fin de saison deuxième des championnats de France de descente à Valloire et troisième de ceux de Super G disputés à Tignes.
Les premières courses de vitesse de la coupe du monde 2000-2001 se disputent en Amérique du Nord, à Aspen puis Lake Louise. Carole Montillet termine deuxième de la deuxième descente disputée sur ce dernier site, derrière Isolde Kostner. Lors du retour en Europe, à Val d'Isère, elle termine troisième du Super G remporté par Régine Cavagnoud devant Michaela Dorfmeister,. Lors des mondiaux de Sankt Anton, elle termine cinquième de du Super G, course où Régine Cavagnoud remporte son premier titre mondial. Elle termine ensuite dixième et première Française de la descente, Cavagnoud prenant la douzième place, course remportée par Michaela Dorfmeister.
Pour la première course suivant les mondiaux, elle s'impose à Garmisch-Partenkirchen lors d'un Super G, sa première victoire en coupe du monde, devant les Autrichiennes Renate Götschl et Brigitte Obermoser. Lors de l'étape suivante, disputée à Lenzerheide, elle termine troisième du Super G remporté par Isolde Kostner devant Renate Götschl. Avec un total de 405 points, elle termine à la troisième place du classement général du Super G, classement remporté par Régine Cavagnoud, et quatrième du classement de la descente, derrière sa compatriote, le classement étant remporté par Isolde Kostner devant Renate Götschl.
Soulagée d'avoir obtenue sa première victoire en coupe du monde, elle effectue sa meilleure préparation depuis le début de sa carrière. Elle termine à la douzième place lors de l'ouverture de la saison suivante sur un slalom géant disputé à Sölden où Régine Cavagnoud termine troisième. Deux jours plus tard, lors d'un entraînement en Autriche, elle figure parmi les premiers, avec les entraîneurs Laurent Donato et Xavier Fournier, à arriver sur le lieu d'impact où Régine Cavagnoud vient de percuter Markus Anwander, entraîneur de l'équipe d'Allemagne, qui traversait la piste. Régine Cavagnoud décède finalement deux jours plus tard à l'hôpital d'Innsbruck. À la fin du mois suivant, pour la reprise de la coupe du monde à Copper Mountain aux États-Unis, Carole Montillet termine sixième d'un géant remporté par la Norvégienne Andrine Flemmen. Lors des épreuves de Lake Louise, elle termine 16e puis 19e des deux descentes, avant de terminer deuxième du Super G, derrière l'Allemande Petra Haltmayr. Lors du retour en Europe, elle concède deux échecs à Val d'Isère, dont un abandon lors de la descente. Lors des étapes suivantes, elle obtient plusieurs places dans des Top 10, lors de la descente de Saint-Moritz, des deux de Saalbach-Hinterglemm, lors des slaloms géant de Lienz puis Maribor, ou lors du Super G de Cortina d'Ampezzo. Toutefois, épuisée par les sollicitations journalistiques, et au bord de la rupture, elle décide de ne pas rejoindre la station d'Åre pour les dernières épreuves avant les Jeux olympiques,. Elle rejoint directement les États-Unis, à San Diego, et coupe avec le ski.
C'est en tant que porte-drapeau de la sélection française - elle est désignée par le Comité national olympique et sportif français (CNOSF) fin janvier - lors de la cérémonie d'ouverture qu'elle fait ses débuts aux Jeux de Salt Lake. Ses premiers entraînements de la descente ne sont pas satisfaisants. La descente sur la piste de vitesse de Snowbasin, première course féminine des compétitions de ski alpin, est finalement remise au lendemain et, sur les conseils d'un de ses anciens entraîneurs, elle oublie totalement le ski, la préparation, les vidéos. Le matin de la course, elle prend une nouvelle décision peu courante : sur proposition de son technicien, elle abandonne sa paire de ski fétiche pour une paire qu'elle n'a jamais utilisée. Partie en onzième position, elle franchit la ligne d'arrivée avec une avance de 1 s 52 sur Ingeborg Marken, alors en tête. Personne ne parvient à réussir un meilleur temps et elle devance Isolde Kostner de 0 s 45 et Renate Götschl de 0 s 83. Elle devient ainsi la première Française à obtenir un titre olympique en ski alpin depuis Marielle Goitschel en 1968. Partie en sixième position lors du Super G, elle termine finalement septième d'une course remportée par l'Italienne Daniela Ceccarelli. Cinq jours plus tard, elle participe au géant, terminant 18e, la victoire revenant à la Croate Janica Kostelić. Après les Jeux, elle obtient une huitième place lors de la descente de Lenzerheide. Elle termine sa saison par les championnats de France où, après une deuxième de la descente, elle remporte le titre en slalom géant.
Lors de la coupe du monde 2002-2003, elle termine en décembre deuxième de la première descente de Lake Louise, derrière l'Allemande Hilde Gerg. Le lendemain, elle remporte sa première descente de coupe du monde en devançant la Suissesse Corinne Rey-Bellet et l'Autrichienne Renate Götschl. Lors de la troisième course sur ce site, un Super G, elle termine troisième, derrière l'Italienne Karen Putzer et l'Allemande Martina Ertl-Renz. Lors du même mois de décembre, elle remporte le Super G de Val d'Isère. Mi-janvier, elle remporte le premier Super G de Cortina d'Ampezzo, devant Renate Götschl et Hilde Gerg.
Lors des mondiaux de Saint-Moritz, elle se fait piéger avec le « wagon des favorites », dont Renate Götschl et l'Italienne Karen Putzer, par la levée du vent sur la partie haute de la course. Partie avec le dossard 30 réservé à la numéro un du classement mondial, elle termine quatorzième, le titre étant remporté par Michaela Dorfmeister. Lors de la descente, elle termine septième d'une course remportée par la Canadienne Mélanie Turgeon. Après les mondiaux, elle termine deuxième du Super G d'Innsbruck derrière Renate Götschl, celle-ci se rapprochant à 39 points de la Française au classement général de la spécialité avec eux courses à disputer. Elle remporte finalement ce classement devant Renate Götschl. Elle termine également quatrième du classement de la descente et sixième du classement génal de la coupe du monde.
Lors de la saison suivante, Carole Montillet remporte la première descente de Lake Louise, s'imposant devant Hilde Gerg et l'Américaine Kirsten Clark. Le lendemain, elle remporte la deuxième descente, devant Michaela Dorfmeister et Renate Götschl. En janvier, elle termine quatrième du Super G  de Cortina d'Ampezzo. Le lendemain, elle termine troisième de la descente, course remportée par Hilde Gerg devant Renate Götschl. Le lendemain, Carole Montillet s'impose sur la deuxième descente face à Renate Götschl, l'Américaine Lindsey Kildow terminant troisième. En février, elle remporte, avec l'Allemande Maria Riesch, le Super G de Haus im Ennstal en Autriche. À la fin de ce même mois, elle termine deuxième du Super G d'Åre, derrière Renate Götschl. Elle termine la saison à la troisième du classement général de la descente, devancée par Renate Götschl et Hilde Gerg, et deuxième de celui du Super G, également remporté par Renate Götschl. Elle termine également cinquième du classement général de la coupe du monde.
Pour la première course de vitesse de la coupe du monde suivante, à Lake Louise en décembre 2004, elle termine deuxième de la première descente, devancée par l'Américaine Lindsey Kildow. Le lendemain, elle termine troisième de la deuxième descente, remportée par Hilde Gerg qui s'impose devant Renate Götschl. Elle obtient ensuite deux Top 10 en Super G, à Altenmarkt-Zauchensee et Saint-Moritz, avant d'obtenir une cinquième place à Santa Caterina puis une troisième place le lendemain sur la deuxième descente disputée sur cette piste, cette dernière course étant remportée par Ingrid Jacquemod.
Aux mondiaux de Bormio, elle ne termine pas le Super G. Elle termine ensuite 21e de la descente, remportée par Janica Kostelić. Avec Ingrid Jacquemod, Pierrick Bourgeat, Christel Pascal, Laure Pequegnot et Jean-Pierre Vidal, elle remporte la médaille de bronze de la compétition par équipes, remportée par l'Allemagne devant l'Autriche.
Avant les premières épreuves de vitesse de la saison 2005-2006, disputées à Lake Louise, elle annonce son objectif de remporter une nouvelle médaille d'or olympique, déclarant bénéficier de l'émergence d'Ingrid Jacquemod qui lui permet de se confronter au plus haut niveau lors des entraînements. Elle termine 23e et 29e des deux descentes, puis douzième du Super G. Avant de revenir en Europe, elle termine seizième du Super G d'Aspen. Elle termine sixième à Val d'Isère d'une descente remportée par Lindsey Kildow, puis dixième le lendemain sur le Super G. Début janvier, elle remporte deux courses FIS, deux Super G à Morzine-Chatel-Bernex. Elle retourne sur le circuit de la coupe du monde pour des 25e et 23e places lors des deux descentes de Bad Kleinkirchheim où elle termine 34e du Super G. Après un abandon et une 33e place à Saint-Moritz, elle termine sixième du Super G de Cortina d'Ampezzo remporté par Anja Paerson. Le lendemain, pour sa dernière course avant les Jeux, elle termine onzième de la descente. Lors des entraînements de la descente des Jeux olympiques de Turin, elle perd le contrôle à la réception d'un saut. Malgré de nombreuses contusions, elle prend part à la descente, remportée par Michaela Dorfmeister, terminant 28e. Le dimanche suivant, lors du Super G, elle termine cinquième du Super G, course de nouveau remportée par Michaela Dorfmeister. Alors qu'elle annonce qu'elle va mettre un terme à sa carrière en fin de saison, la fédération française lui rend hommage en la nommant de nouveau porte-drapeau pour la cérémonie de clôture.

### Reconversion

#### Sport automobile

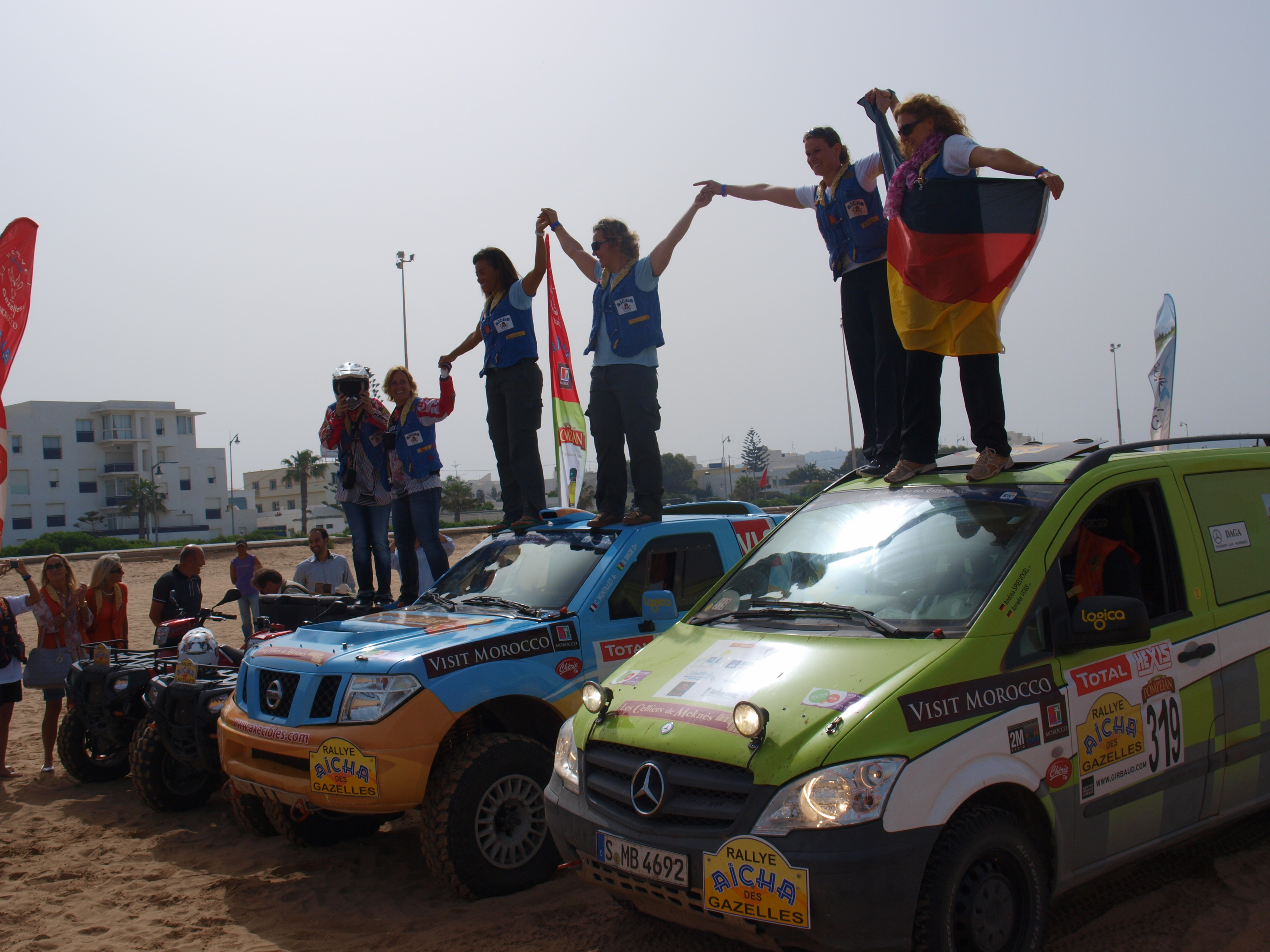
Les vainqueurs du Rallye Aïcha des Gazelles 2011.

Associée à Mélanie Suchet, son amie et ancienne coéquipière en équipe de France, Carole Montillet participe à des compétitions automobiles (rallyes-raids). Elles débutent toutes les deux une seconde carrière à l'occasion du Rallye Aïcha des Gazelles au Maroc. En quad au début, où elles gagnent deux fois en 2004 et 2005, puis en voiture, où elles se classent également deux fois secondes (en 2006 et 2007). Carole Montillet dispute régulièrement cette compétition, remportant en 2011 la catégorie 4 × 4 associée à Syndiely Wade, fille du président sénégalais Abdoulaye Wade, puis l'édition suivante, avec Julie Verdaguer comme copilote. Carole Montillet et Valérie Dot remportent la 25e édition du Rallye Aïcha des Gazelles du Maroc dans la catégorie « Expert »,. Elle confirme l'année suivante en remportant l'épreuve associée à Sylvie Frèches en tant que copilote, sur un Toyota HDJ 80.
Avec Mélanie Suchet, Carole Montillet participe à d'autres compétitions automobiles. En 2006, elles terminent douzième des 24 Heures tout-terrain de Paris à Chevannes et elles participent à la Transafricaine Classic. Elles remportent leur catégorie et se classent sixième au général. Cela leur sert de préparation au prochain Paris Dakar. Elles abandonnent lors de celui-ci lors de la dixième étape, une panne électronique les contraint à l'abandon. En novembre, elles repartent pour la seconde édition de la Transafricaine au volant de leur Nissan. Elles participent toutes deux à l'édition suivante mais ne sont pas coéquipières. Lors de l'édition 2009, Carole Montillet abandonne de nouveau.

#### Télévision
Carole Montillet devient consultante pour France Télévisions en 2009 à l'occasion des championnats du monde de Val-d'Isère, Luc Alphand et Antoine Dénériaz étant les autres consultants de la chaîne. Le duo Alphand-Montillet est de nouveau présent l'année suivante pour les Jeux olympiques de Vancouver, puis en 2011 lors des mondiaux de Garmisch-Partenkirchen. C'est également le cas lors des mondiaux 2013 de Schladming, lors des Jeux olympiques de Sotchi, en 2015 pour les de mondiaux de Beaver Creek et en 2017 lors des mondiaux de Saint-Moritz. France Télévisions renouvelle cette équipe de consultants lors des Jeux olympiques d'hiver de 2018.

#### Autres activités
Elle est également la marraine de la station de ski du Lioran, dans le Cantal.
En 2017, elle devient administratrice de la Compagnie des Alpes.

#### Carrière politique
Lors de l'élection régionale de 2015 en Auvergne-Rhône-Alpes, elle figure sur la liste de Laurent Wauquiez, tête de liste LR-UDI-MoDem. Le 13 décembre 2015, elle est nommée conseillère déléguée aux Sports dans l’organigramme de la région, poste où elle succède à Gwendal Peizerat.
Au scrutin suivant, en 2021, elle figure en dernière position, non-éligible, de la liste départementale de l'Isère.

## Palmarès

### Jeux olympiques d'hiver
| Épreuve / Édition | Nagano 1998 | Salt Lake City 2002 | Turin 2006 |
| Descente          | 14e         | Or                  | 28e        |
| Super G           | 14e         | 7e                  | 5e         |
| Slalom géant      | -           | 18e                 | -          |

### Championnats du monde
| Épreuve / Édition | Morioka 1993 | Sierra Nevada 1996 | Sestrières 1997 | Vail 1999 | Sankt Anton 2001 | Saint-Moritz 2003 | Bormio 2005 |
| Descente          | 8e           | 20e                | 7e              | 22e       | 10e              | 7e                | 21e         |
| Super G           | -            | 11e                | 4e              | 15e       | 5e               | 14e               | Ab.         |
| Slalom géant      | -            | -                  | -               | -         | -                | 19e               | -           |
| Coupe des nations | -            | -                  | -               | -         | -                | -                 | Bronze      |

### Coupe du monde
- Meilleur classement au général : 5e en 2004
- Vainqueur du classement du super G en 2003
- 25 podiums dont 8 victoires (4 en descente, 4 en super G)

#### Différents classements en coupe du monde
| Saison / Épreuve | Saison / Épreuve | Général | Général | Descente | Descente | Super G | Super G | Géant  | Géant  |
| ---------------- | ---------------- | ------- | ------- | -------- | -------- | ------- | ------- | ------ | ------ |
| Saison / Épreuve | Saison / Épreuve | Class.  | Points  | Class.   | Points   | Class.  | Points  | Class. | Points |
| 1992             | 1992             | 105e    | 15      | 49e      | 9        | 53e     | 6       |        | ---    |
| 1993             | 1993             | 59e     | 92      | 27e      | 92       |         | ---     |        | ---    |
| 1994             | 1994             | 59e     | 108     | 22e      | 84       | 38e     | 24      |        | ---    |
| 1995             | 1995             | 67e     | 70      | 28e      | 67       | 50e     | 3       |        | ---    |
| 1996             | 1996             | 31e     | 267     | 13e      | 164      | 17e     | 103     |        | ---    |
| 1997             | 1997             | 15e     | 102     | 8e       | 240      | 10e     | 159     |        | ---    |
| 1998             | 1998             | 26e     | 276     | 11e      | 139      | 16e     | 102     |        | ---    |
| 1999             | 1999             | 26e     | 319     | 11e      | 212      | 107e    | 19      |        | ---    |
| 2000             | 2000             | 55e     | 150     | 25e      | 102      | 48e     | 31      |        | ---    |
| 2001             | 2001             | 9e      | 702     | 4e       | 297      | 3e      | 405     |        | ---    |
| 2002             | 2002             | 16e     | 443     | 13e      | 180      | 9e      | 129     | 16e    | 134    |
| 2003             | 2003             | 6e      | 869     | 4e       | 313      | 1re     | 493     | 28e    | 63     |
| 2004             | 2004             | 5e      | 957     | 3e       | 492      | 2e      | 402     | 25e    | 63     |
| 2003             | 2003             | 18e     | 410     | 7e       | 284      | 16e     | 126     |        | ---    |
| 2006             | 2006             | 37e     | 191     | 20e      | 88       | 22e     | 103     |        | ---    |

#### Détail des victoires
| Épreuve / Édition | Descente                           | Super G                       | Total |
| 2001              | –                                  | Garmisch                      | 1     |
| 2003              | Lake Louise                        | Val-d'Isère Cortina d'Ampezzo | 3     |
| 2004              | Lake Louise (x2) Cortina d'Ampezzo | Haus im Ennstal               | 4     |
| Total             | 4                                  | 4                             | 8     |

### Arlberg-Kandahar
- Meilleur résultat : 11e place de la descente 1994 à Sankt Anton

### Championnats de France
Carole Montillet  a été 7 fois Championne de France Elite dont : 
- 3 fois Championne de France de Descente en 1996, 1997 et 1999  (3 fois 2e en 2000, 2002 et 2004)[82].
- 3 fois Championne de France de Super G en 1997, 1998, 1999 (2e en 1993)[82]
- Championne de France de Slalom Géant en 2002[82]

### Rallye Aïcha des Gazelles
| Édition | Année | Quad/moto 1      | Quad/moto 2    |
| ------- | ----- | ---------------- | -------------- |
| 14e     | 2004  | Carole Montillet | Mélanie Suchet |
| 15e     | 2005  | Carole Montillet | Mélanie Suchet |

(2èmes: 2006 et 2007)
| Édition | Année | Pilotes          | Copilotes       | Véhicules              |
| ------- | ----- | ---------------- | --------------- | ---------------------- |
| 21e     | 2011  | Carole Montillet | Syndiely Wade   | Prototype Springbok    |
| 22e     | 2012  | Carole Montillet | Julie Verdaguer | Prototype Buggy Jugand |

| Édition | Année | Pilotes          | Copilotes      | Véhicules |
| ------- | ----- | ---------------- | -------------- | --------- |
| 25e     | 2015  | Carole Montillet | Valérie Dot    | Toyota    |
| 25e     | 2016  | Carole Montillet | Sylvie Freches | Toyota    |

## Distinctions
- Élue Champion des champions français par L'Équipe en 2002[83].
- Officier de l'Ordre national du Mérite en 2011[84].